# ZipSlack
ZipSlack é uma distribuição do sistema operacional Linux baseada na distribuição Slackware e desenvolvida com o intuito de ser leve e portável. É uma versão compacta de 100 mb do Slackware que pode ser gravada até em um mini-cd. 